# ساریولیلر
ساریولیلر (به ترکی استانبولی: Sarıveliler) یک منطقهٔ مسکونی در ترکیه است که در استان قرامان واقع شده‌است. ساریولیلر ۱٬۴۰۵ متر بالاتر از سطح دریا واقع شده‌است.